# Большемуртинский район
Большемурти́нский райо́н — административно-территориальная единица (район) и муниципальное образование (муниципальный район) в центральной части Красноярского края России.
Административный центр — посёлок городского типа Большая Мурта.

## География
Сопредельные территории:
- север: Казачинский район
- восток:Тасеевский район
- юг: Сухобузимский и Емельяновский районы Красноярского края
- запад: Бирилюсский район
- северо-запад: Пировский округ

Площадь территории — 6856 км².

## История
Большемуртинский район образован 4 апреля 1924 года.

## Население
| 1970    | 1979    | 1989    | 2002    | 2009    | 2010    | 2011    |
| ------- | ------- | ------- | ------- | ------- | ------- | ------- |
| 28 831  | ↘25 815 | ↗26 102 | ↘21 087 | ↘19 078 | ↗19 115 | ↘19 007 |
| 2012    | 2013    | 2014    | 2015    | 2016    | 2017    | 2018    |
| ↘18 900 | ↘18 710 | ↘18 503 | ↘18 485 | ↘18 316 | ↘18 277 | ↘18 243 |
| 2019    |         |         |         |         |         |         |
| ↘18 011 |         |         |         |         |         |         |

### Урбанизация
В городских условиях (пгт Большая Мурта) проживают  39,58 % населения района.

### Национальный состав
Наиболее многочисленную часть представляют русские (81,3 %), второе место по численности занимают татары (4,8 %), третьи — чуваши (4,5 %), также проживают немцы (3,5 %), украинцы (1,8 %) и белорусы (0,6 %).

## Территориальное устройство
В рамках административно-территориального устройства район включает 12 административно-территориальных единиц: 1 посёлок городского типа и 11 сельсоветов.
В рамках муниципального устройства, в муниципальный район входят 12 муниципальных образований — 1 городское и 11 сельских поселений.:
| №        | Муниципальное образование | Административный центр | Количество населённых пунктов | Население | Площадь, км2 |
| -------- | ------------------------- | ---------------------- | ----------------------------- | --------- | ------------ |
| 1e-06    | Городское поселение       |                        |                               |           |              |
| 1        | посёлок Большая Мурта     | пгт Большая Мурта      | 1                             | ↘7129     | 28,86        |
| 1.000002 | Сельские поселения        |                        |                               |           |              |
| 2        | Айтатский сельсовет       | село Айтат             | 2                             | ↘478      | 348,31       |
| 3        | Бартатский сельсовет      | село Бартат            | 3                             | ↗1126     | 158,64       |
| 4        | Верх-Казанский сельсовет  | село Верх-Казанка      | 2                             | ↘732      | 1409,80      |
| 5        | Еловский сельсовет        | село Еловка            | 2                             | ↘421      | 195,17       |
| 6        | Ентаульский сельсовет     | посёлок Красные Ключи  | 3                             | ↗503      | 638,97       |
| 7        | Межовский сельсовет       | село Межово            | 5                             | ↘1694     | 697,33       |
| 8        | Предивинский сельсовет    | посёлок Предивинск     | 4                             | ↘1552     | 911,17       |
| 9        | Раздольненский сельсовет  | посёлок Раздольное     | 5                             | ↘858      | 186,57       |
| 10       | Российский сельсовет      | село Российка          | 4                             | ↘1010     | 292,22       |
| 11       | Таловский сельсовет       | село Таловка           | 3                             | ↘957      | 1089,76      |
| 12       | Юксеевский сельсовет      | село Юксеево           | 4                             | ↘1058     | 898,90       |

### Населённые пункты
В районе 38 населённых пунктов.
| №  | Населённый пункт    | Тип     | Население | Муниципальное образование |
| -- | ------------------- | ------- | --------- | ------------------------- |
| 1  | Айтат               | село    | 232       | Айтатский сельсовет       |
| 2  | Бартат              | село    | 728       | Бартатский сельсовет      |
| 3  | Береговая-Подъёмная | деревня | 45        | Юксеевский сельсовет      |
| 4  | Большая Мурта       | пгт     | ↘7129     | посёлок Большая Мурта     |
| 5  | Большой Кантат      | деревня | 285       | Российский сельсовет      |
| 6  | Бузуново            | деревня | 115       | Еловский сельсовет        |
| 7  | Верх-Казанка        | село    | 609       | Верх-Казанский сельсовет  |
| 8  | Верхобродово        | деревня | 145       | Межовский сельсовет       |
| 9  | Верх-Подъёмная      | деревня | 84        | Бартатский сельсовет      |
| 10 | Еловка              | село    | 344       | Еловский сельсовет        |
| 11 | Ентауль             | село    | 75        | Ентаульский сельсовет     |
| 12 | Казанка             | деревня | 173       | Верх-Казанский сельсовет  |
| 13 | Козьмо-Демьяновка   | село    | 70        | Предивинский сельсовет    |
| 14 | Комарово            | деревня | 333       | Юксеевский сельсовет      |
| 15 | Красные Ключи       | посёлок | 393       | Ентаульский сельсовет     |
| 16 | Лакино              | деревня | 502       | Межовский сельсовет       |
| 17 | Луговское           | посёлок | 131       | Раздольненский сельсовет  |
| 18 | Малороссийка        | деревня | 64        | Таловский сельсовет       |
| 19 | Малый Кантат        | деревня | 293       | Айтатский сельсовет       |
| 20 | Межово              | село    | 555       | Межовский сельсовет       |
| 21 | Минск               | деревня | 84        | Российский сельсовет      |
| 22 | Михайловка          | деревня | 56        | Ентаульский сельсовет     |
| 23 | Мостовское          | деревня | 375       | Межовский сельсовет       |
| 24 | Муратово            | деревня | 169       | Таловский сельсовет       |
| 25 | Орловка             | деревня | 153       | Раздольненский сельсовет  |
| 26 | Пакуль              | деревня | 283       | Юксеевский сельсовет      |
| 27 | Покровка            | деревня | 25        | Предивинский сельсовет    |
| 28 | Предивинск          | посёлок | ↘1521     | Предивинский сельсовет    |
| 29 | Пристань            | деревня | 1         | Российский сельсовет      |
| 30 | Раздольное          | посёлок | 521       | Раздольненский сельсовет  |
| 31 | Российка            | село    | 685       | Российский сельсовет      |
| 32 | Таловка             | село    | 822       | Таловский сельсовет       |
| 33 | Тигино              | деревня | 323       | Бартатский сельсовет      |
| 34 | Троицкое            | деревня | 61        | Предивинский сельсовет    |
| 35 | Хмелево             | деревня | 86        | Межовский сельсовет       |
| 36 | Черняевка           | деревня | 22        | Раздольненский сельсовет  |
| 37 | Юксеево             | село    | 531       | Юксеевский сельсовет      |
| 38 | Язаевка             | посёлок | 206       | Раздольненский сельсовет  |

Упразднённые населённые пункты:
- 2001 год — деревня Свободная[26]

## Транспорт
Большая Мурта — Красноярск автобусный маршрут 507

## Образование
Система образования Большемуртинского района представлена 12 средними школами, тремя основными школами, двумя филиалами школ, двумя учреждениями дополнительного образования и семью детскими садами. Шесть труднодоступных школ.

## Достопримечательности
На территории Большемуртинского района находятся заказники:
- Заказник «Мало-Кемчугский» частично расположен в районе. Он создан для сохранения флоры и фауны речной долины реки Малый Кемчуг, занесённого в Красную книгу Красноярского края.
- Заказник «Большемуртинский» частично расположен в районе в междуречье рек Мингуль и Бартат. Создан для охраны и воспроизводства редких и исчезающих видов зверей и птиц.
- Заказник «Тальско-Гаревский» частично расположен в районе. Он создан для охраны и воспроизводства охотничье-промысловых, редких и исчезающих видов зверей и птиц.